# Banatski Brestovac
Banatski Brestovac (en serbe cyrillique : Банатски Брестовац ; en hongrois : Beresztóc ou Temes-Aga ; en allemand : Banat Brestowatz ou Rustendorf) est une localité de Serbie située dans la province autonome de Voïvodine et sur le territoire de la Ville de Pančevo, district du Banat méridional. Au recensement de 2011, elle comptait 3 237 habitants.
Banatski Brestovac, officiellement classé parmi les villages de Serbie, est situé à 21 km de Pančevo et à 38 km de Belgrade.

## Nom et histoire
Le nom de Banatski Brestovac se réfère aux ormes qui entouraient le village. Selon la légende, la localité fut peuplée par des Serbes venant de Brestovik, situé sur la rive sud du Danube.
Banatski Brestovac est mentionné pour la première fois en 1717, dans un document en latin, sous le nom de Praestowatz. À cette époque, le village comptait 12 foyers. En 1763, 130 familles d'origine germanique vinrent s'y installer ; le village comptait également 104 foyers serbes. Les Serbes possédaient leur église orthodoxe et un moulin. L'église catholique fut construite en 1766 et fut démolie en 1945 par les communistes.

## Démographie

### Évolution historique de la population
| 1948  | 1953  | 1961  | 1971  | 1981  | 1991  | 2002  | 2011  |
| ----- | ----- | ----- | ----- | ----- | ----- | ----- | ----- |
| 4 068 | 4 289 | 4 322 | 3 809 | 3 865 | 3 715 | 3 517 | 3 237 |

|  |

### Répartition de la population par nationalités

#### Historique
| Année | Total | Serbes  | Allemands | Musulmans (nationalité) | Yougoslaves | Roms   | Monténégrins | Croates |
| ----- | ----- | ------- | --------- | ----------------------- | ----------- | ------ | ------------ | ------- |
| 1910  | 3 752 | 34,8 %  | 63,4 %    | n.c.                    | n.c.        | n.c.   | n.c.         | n.c.    |
| 1921  | 3 805 | 29,5 %  | 69,5 %    | n.c.                    | n.c.        | n.c.   | n.c.         | n.c.    |
| 1935  | n.c.  | n.c.    | 2 478     | n.c.                    | n.c.        | n.c.   | n.c.         | n.c.    |
| 1991  | 3 715 | 87,07 % | n.c.      | 7,51 %                  | 1,91 %      | 1,31 % | 0,64 %       | 0,45 %  |